# Leda Battisti
Leda Battisti (Poggio Bustone, 24 februari 1971) is een Italiaanse zangeres.
In 1992 nam ze deel aan het door Pippo Baudo gepresenteerde televisieprogramma Partita Doppia, waar ze een prijs won als beste jonge Singer-songwriter. In 1996 kwam ze in contact met de flamencogitarist Ottmar Liebert, met wie ze het album Leda Battisti opnam, waarvan een drietal singles in de hitparades kwam. In 1999 nam Battisti met het nummer Un fiume in piena deel aan het Festival van San Remo, waar ze derde werd in de categorie 'Giovani' (jongeren). Na Sanremo verscheen een herpersing van het debuutalbum, dat later ook in een Spaanstalige versie wordt uitgebracht. Ruim een jaar later verscheen het tweede album Passionaria. Dit album werd ondanks een uitgebreide publiciteitscampagne geen groot succes. De single Blue moon babe werd een bescheiden hit.  
Begin 2006 stond Battisti ineens weer in het middelpunt van de belangstelling toen ze deelnam aan de derde editie van de realityshow Musicfarm. Concurrenten van Leda waren onder anderen Laura Bono en Alessandro Safina. In deze periode werd het derde album van de zangeres uitgebracht: Tu, l'amore e il sesso. In 2007 nam Battisti met Senza me ti pentirai deel aan het Festival van San Remo.

## Discografie

### Albums
- 1998 Leda Battisti
- 2000 Passionaria
- 2006 Tu, l'amore e il sesso

### Singles
- 1998 L'acqua del deserto
- 1998 Come il sole
- 1998 Sei tu
- 1999 Un fiume in piena
- 1999 Solo il cielo lo sa
- 2000 Blue moon babe
- 2000 Looking for mail
- 2000 Cadabra
- 2001 Un sogno senza fine
- 2002 Mamasita
- 2006 E' che mi piace
- 2007 Senza me ti pentirai